# Яамін
Яамін (індонез. Gunung Yamin, колоніальна назва Принц Гендрік) — гора у центральній частині острова Нова Гвінея, провінції Папуа, Індонезії.

## Географія
Гора розташована у східній частині гір Маоке, в хребті Джаявіджая, за 23 кілометри на захід від гори Пунчак-Мандала. Висота вершини — 4540 метрів, відносна висота — 700 м. Вона є однією із найвищих вершин хребта Джаявіджая, за цим показником займає 2-ге місце, поступаючись тільки горі Пунчак-Мандала (4760 м). Посідає 5-те місце за висотою серед гір острова Нової Гвінеї та Індонезії.

## Історія
Під час голландського колоніального періоду, гора мала назву «Принц Гендрік» (нід. Prins Hendrik-top). Ця назва була присвоєна в 1913 році, членами голландської експедиції, на честь нідерландського принца Хендріка Нідерландського. Під час цієї експедиції, на вершині гори було зафіксовано деяку кількість «вічних» снігів, які з часом безслідно розтанули. Після передачі голландської Новій Гвінеї, Республіці Індонезії, назва була змінена на гору «Яамін», на честь Мухаммеда Яаміна (1903-1962), історика, поета, політика та міністра під час правління президента Сукарно.